# Tadorne d'Australie
Tadorna tadornoides
Espèce
Statut de conservation UICN

 LC  : Préoccupation mineure
Le Tadorne d'Australie (Tadorna tadornoides) est une espèce d'oiseau qui appartient à la famille des Anatidés.

## Description
Il mesure 55 à 73 cm de long et pèse 1,3 à 1,5 kg. Le mâle a un plumage à coloration dominante noire avec des reflets verts, avec une poitrine cannelle, un collier blanc au niveau du cou et une tête vert foncé. Le dessous des ailes est blanc. La femelle, nettement plus petite, se distingue seulement par une zone blanche autour des yeux et du bec.

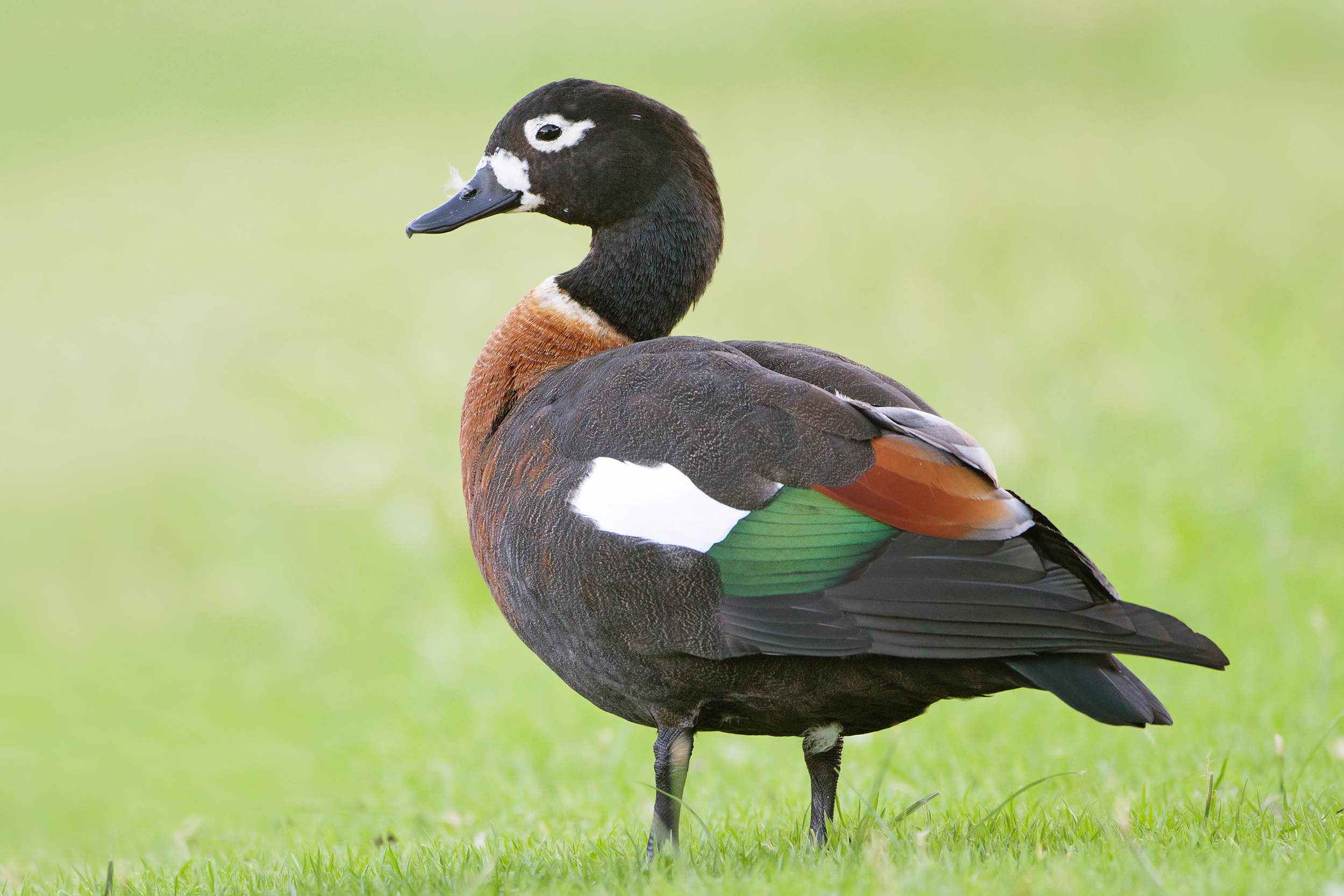
Femelle.

## Distribution

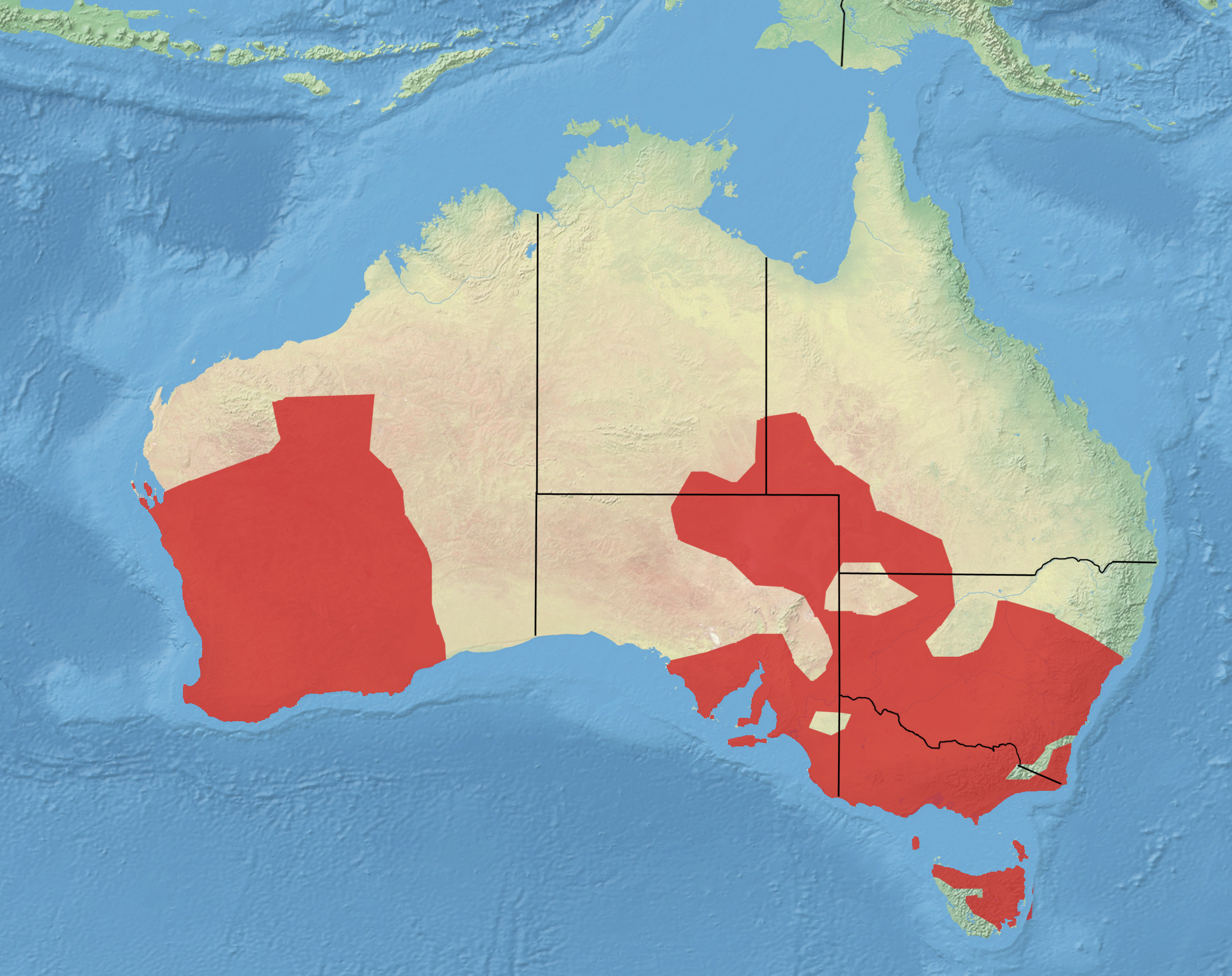
Répartition en Australie.

Cette espèce se rencontre dans deux régions différentes : une petite colonie à l'Ouest et une grande colonie dans l'État de Victoria, débordant au Nord sur la Nouvelle-Galles du Sud et au Sud sur la Tasmanie. 

## Habitat
Elle fréquente les pièces d'eau (lacs, marais, étangs, etc.) en milieu ouvert.

## Alimentation
Cet oiseau se nourrit essentiellement de pousses d'herbes. Accessoirement, dans l'eau il se nourrit d'invertébrés ou de végétaux aquatiques.

## Reproduction
Le nid est généralement placé dans un trou d'arbre. La femelle pond 5 à 14 œufs qu'elle couve 30 à 34 jours.